# Tswelopele Local Municipality
Tswelopele (englisch Tswelopele Local Municipality) ist eine Lokalgemeinde im Distrikt Lejweleputswa, Provinz Freistaat, Südafrika. Der Verwaltungssitz befindet sich in Bultfontein. Tankiso Frans Matsholo ist der Bürgermeister.
Der Gemeindename bedeutet auf Sesotho „Fortschritt“ und meint die Entwicklung des öffentlichen Dienstes und der Infrastruktur in diesem Gebiet seit 1994.
Die Gemeinde liegt unweit des Bloemhof Dam am Vaal. Zudem gibt es hier zwei Naturschutzgebiete: das Bloemhof Dam Nature Reserve (632 ha) und das Sandveld Nature Reserve (24.883,5 ha).

## Städte und Orte
Die Namen der dazugehörigen Townshipsiedlungen sind in Klammern angegeben.
- Bultfontein (Phahameng)
- Hoopstad (Tikwana)
- Phahameng
- Sandveld
- Tikwana

## Bevölkerung
Im Jahr 2011 hatte die Gemeinde 47.625 Einwohner in 11.992 Haushalten auf einer Gesamtfläche von 6524,07 km². Davon waren 91,2 % schwarz, 6,9 % weiß und 1,2 % Coloured. Die Einwohnerzahl verringerte sich geringfügig bis 2016 auf 47.373 Personen. Erstsprache war zu 53,4 % Sesotho, zu 19,7 % isiXhosa, zu 11,9 % Setswana, zu 8,2 % Afrikaans, zu 1,9 % Englisch, zu 1 % isiNdebele und zu 0,6 % isiZulu.